# Římskokatolická farnost Tovačov
Římskokatolická farnost Tovačov je územním společenstvím římských katolíků v rámci přerovského děkanátu olomoucké arcidiecéze s farním kostelem svatého Václava.

## Historie
První písemná zmínka o obci pochází z roku 1203. V 15. století měl zdejší panství v držení moravský zemský hejtman Ctibor Tovačovský z Cimburka. Současný farní kostel byl postaven na konci 18. století.

## Duchovní správci
Mezi lety 2014 - 2021 byl farářem R. D. ThLic. František Urban, Th.D., který byl po svém jmenování děkanem v Konici vystřídán R.D. Janem Surowczykem, který farnost spravuje z farnosti v Troubkách.

## Bohoslužby
| Kostel          | Místo   | Bohoslužba (den)                   | Hodina                                    | Poznámka     |
| --------------- | ------- | ---------------------------------- | ----------------------------------------- | ------------ |
| svatého Václava | Tovačov | neděle pondělí středa pátek sobota | 9.00 17.00 (zima)/18.00 (léto) 18.00 7.30 | Farní kostel |

## Aktivity farnosti
Ve farnosti se pravidelně koná tříkrálová sbírka. V roce 2017 se při ní v Tovačově vybralo 42 398 korun.
V letech 1995 až 2018 vycházel pro všechny farnosti děkanátu Přerov měsíčník Slovo pro každého.